# 南鱼座δ
南鱼座δ（英语：δ PsA），中名天纲，意为军帐，是位于南鱼座的一颗恒星。视星等4.20，距地球约170光年。目前正以13.6km/s的速度相对太阳运动，在2800万年后它与太阳的距离将缩小到83光年，视星等将达到2.87。